# جزائر عيسى
قرية جزائر عيسى هي إحدى القرى التابعة لمركز الدلنجات في محافظة البحيرة في جمهورية مصر العربية. حسب إحصاءات سنة 2006، بلغ إجمالي السكان في جزائر عيسى 5024 نسمة، منهم 2544 رجل و2480 امرأة.